# Петелинє (Дол-при-Любляні)
Петелинє (словен. Petelinje) — поселення в общині Дол-при-Любляні, Осреднєсловенський регіон, Словенія. 
Висота над рівнем моря: 268,5 м.